# Alexander Volberg
Alexander Volberg (em russo:  Александр Львович Вольберг) (Leningrado, 6 de março de 1956) é um matemático russo. trabalha com teoria dos operadores, análise complexa e análise harmônica.
Recebeu o Prêmio Salem de 1988 por seu trabalho em análise harmônica. Recebeu a Medalha Onsager de 2004. É atualmente University Distinguished Professor da Universidade Estadual de Michigan. Em 2007-2008 foi Sir Edmund Whittaker Professor of Mathematical Science da Universidade de Edimburgo.